# Correa decumbens
Correa decumbens är en vinruteväxtart som beskrevs av Ferdinand von Mueller. Correa decumbens ingår i släktet Correa och familjen vinruteväxter. Inga underarter finns listade i Catalogue of Life.